# Victor Guichard (homme politique, 1905-1955)
Pour les articles homonymes, voir Victor Guichard et Guichard.
Victor Guichard (1905-1955) est un homme politique français.

## Biographie
Agriculteur né le 14 février 1905 à Blacy (Yonne), il est maire de Coutarnoux (Yonne) de 1935 jusqu'à son décès, conseiller général du canton de L'Isle-sur-Serein en 1945 et député de l'Yonne de 1951 à 1955.